# Rolf Schablinski
Rolf Schablinski (* 5. Oktober 1932 in Erfurt; † 24. Juni 2009) war ein deutscher Journalist. Er war von 1959 bis 1965 Chefredakteur der Zeitung „Das Volk“ in der DDR.

## Leben
Schablinski, Sohn eines Arbeiters, besuchte die Grund- und die Oberschule mit Abitur. Er trat 1946 in die Freie Deutsche Jugend (FDJ) ein. Als Mitglied der damaligen BSG Stahl Erfurt wurde er 1950 DDR-Jugendmeister über 100 m und über längere Zeit hielt er auch den Jugendrekord mit 11,1 Sekunden über diese Strecke. 1951 kam er als Volontär zur SED-Bezirkszeitung „Das Volk“ in Erfurt. Ab 1951 studierte er Journalistik an der Karl-Marx-Universität Leipzig, dann an der Shdanow-Universität Leningrad mit dem Abschluss als Diplom-Journalist. Hier trainierte er mit dem sowjetischen Sprinter Ardalion Wassiljewitsch Ignatjew.
Im Jahr 1954 wurde er Mitglied der Sozialistischen Einheitspartei Deutschlands (SED). Von 1957 bis 1959 arbeitete er als Redakteur und von 1959 bis 1965 als Chefredakteur des SED-Bezirksorgans „Das Volk“ in Erfurt (Nachfolger von Erich Richter). Gleichzeitig gehörte er der SED-Bezirksleitung Erfurt als Mitglied an. Anschließend war er Chef vom Dienst beim Allgemeinen Deutschen Nachrichtendienst (ADN). Von 1966 bis 1971 wirkte er zusammen mit Ehefrau Barbara Schablinski als ADN-Korrespondent in Bonn  und von 1972 bis 1975 in Moskau. Ein Studium von 1976 bis 1978 an der Parteihochschule „Karl Marx“ beendete er als Diplom-Gesellschaftswissenschaftler. Von  1978 bis 1990 fungierte er als Stellvertreter bzw. 1. Stellvertreter des Generaldirektors des ADN.
Schablinski lebte zuletzt in Berlin. Er starb im Alter von 76 Jahren.

## Auszeichnungen
- 1971 Vaterländischer Verdienstorden in Bronze, 1978 in Silber und 1986 in Gold